# Kałuziński
Kałuziński (forma żeńska: Kałuzińska; liczba mnoga: Kałuzińscy) – polskie nazwisko. Na początku lat 90. XX wieku w Polsce nosiły je 1044 osoby, według nowszych, internetowych danych noszą je 1379 osoby. Nazwisko pochodzi od słowa kałuża i jest najbardziej rozpowszechnione w południowo-centralnej Polsce.

## Znane osoby noszące to nazwisko
- Alfred Kałuziński (1952–1997) – polski piłkarz;
- Eryk Kałuziński (ur. 1977) – polski piłkarz;
- Sławomir Kałuziński (ur. 1960) – generał dywizji pilot Wojska Polskiego.